# Liste des concours administratifs français de catégorie A
 (juin 2014).
Si vous disposez d'ouvrages ou d'articles de référence ou si vous connaissez des sites web de qualité traitant du thème abordé ici, merci de compléter l'article en donnant les références utiles à sa vérifiabilité et en les liant à la section « Notes et références ».

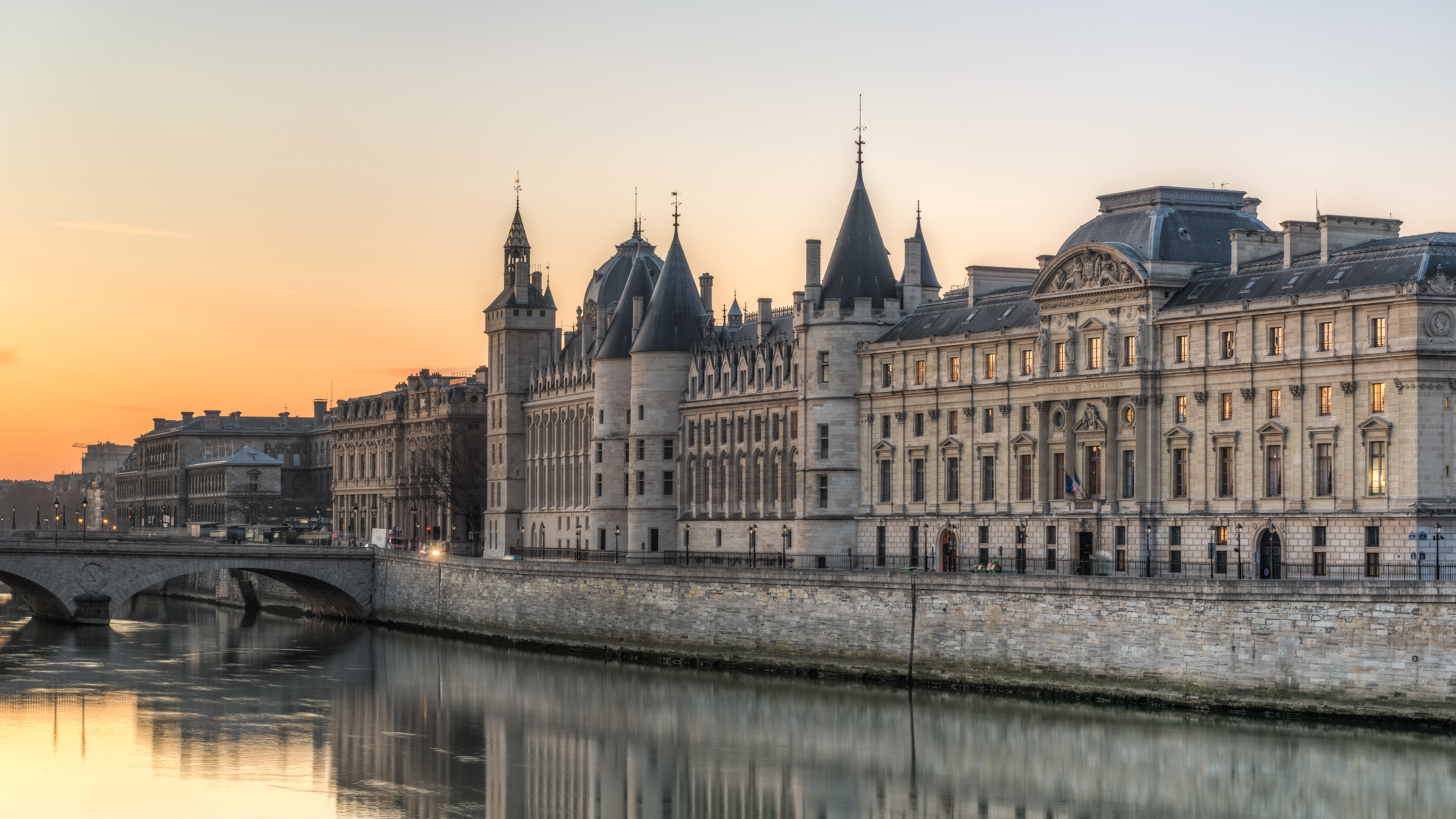
Cour de Cassation

La catégorie A de la fonction publique en France regroupe les professions occupant les niveaux hiérarchiques les plus élevés ou les niveaux de diplôme exigés les plus élevés pour le recrutement par concours externe.

## Fonction publique de l'État
- Premier Ministre
  - Les instituts régionaux d'administration (IRA) forment des attachés d'administration de l'État (catégorie A) qui peuvent être affectés soit en administration centrale des différents ministères (Intérieur, économie et finances, équipement, travail, justice, services du Premier ministre...) soit en services déconcentrés (préfectures, police, équipement, défense, protection judiciaire de la jeunesse, emploi, agriculture, culture...)

- Chambres régionales et territoriales des comptes
  - Conseiller de chambre régionale et territoriale des comptes

- Conseil d'État
  - Magistrat des tribunaux administratifs et des cours administratives d'appel

- Ministère de la Culture et de la Communication
  - Architecte en chef des monuments historiques
  - Architecte-urbaniste de l'État (architecte des bâtiments de France)
  - Assistant-ingénieur
  - Chargé d’études documentaires
  - Chef de travaux d'arts
  - Conservateur du patrimoine
  - Ingénieur d'études
  - Ingénieur de recherche
  - Ingénieur des services culturels et du patrimoine
  - Inspecteur et conseiller de la création, des enseignements artistiques et de l'action culturelle
  - maître-assistant des écoles d'architecture
  - professeur des écoles d'architecture
  - professeur des écoles nationales d'arts

- Ministère de la Défense
  - Commissaire des armées
  - L’ensemble des officiers
  - Ingénieur d'Études et de Fabrication
  - Attaché de la sécurité extérieure (DGSE)

- Ministère des Affaires sociales et de la Santé
  - Inspecteur de l’action sanitaire et sociale

- Ministère de la Justice
  - Magistrat de l'ordre judiciaire
  - Directeur des services pénitentiaires
  - Directeur pénitentiaire d'insertion et de probation
  - Conseiller pénitentiaire d'insertion et de probation
  - Directeur de la protection judiciaire de la jeunesse
  - Directeur des services de greffe judiciaires

- Ministère de l'Agriculture, de l'Agroalimentaire et de la Forêt
  - Inspecteur de la santé publique vétérinaire
- Ministère de l'économie et des finances
  - Inspecteur de la concurrence, de la consommation et de la répression des fraudes
  - Inspecteur des douanes et droits indirects
  - Inspecteur analyste des douanes et droits indirects
  - Inspecteur des finances publiques
  - Inspecteur analyste des impôts
  - Administrateur de l'Insee
  - Ingénieur économiste de la construction
  - Attaché de l'INSEE
  - Huissier du Trésor Public

- Ministère de l'Éducation nationale et de l'Enseignement supérieur et de la recherche
  - Professeur des écoles, Professeur certifié ou de lycée professionnel, Professeur agrégé
  - Administrateur de l'éducation nationale et de l'enseignement supérieur
  - Attaché de l'éducation nationale et de l'enseignement supérieur
  - Concours ITRF
  - Conservateur des bibliothèques
  - Bibliothécaire

- Ministère du Travail, des Relations sociales et de la Solidarité
  - Inspecteur du travail

- Ministère de l'Écologie, du Développement et de l'Aménagement durables
  - Administrateur des Affaires maritimes
  - Inspecteur des affaires maritimes
  - Délégué au permis de conduire et à la sécurité routière

- Ministère de l'Intérieur
  - Commissaire de police
  - Ingénieur de police technique et scientifique
  - Officier de police
  - Officier de gendarmerie

- Ministère des Affaires étrangères et européennes
  - Attaché des systèmes d'information et de communication
  - Conseiller des affaires étrangères (cadre Orient)
  - Secrétaire des affaires étrangères (cadre général)
  - Secrétaire des affaires étrangères (cadre Orient)

- Sénat et Assemblée nationale
  - Administrateur des services de l'Assemblée nationale
  - Administrateur du Sénat
  - Administrateur adjoint du Sénat
  - Administrateur adjoint de l’Assemblée nationale

## Fonction publique hospitalière
- Concours organisés par le Centre national de gestion
  - Attaché d’administration hospitalière
  - Directeur d'établissement sanitaire social et médico-social
  - Directeur d'hôpital
  - Directeur des soins
  - Praticien hospitalier

- Autres concours
  - Cadre de santé
  - Infirmier
  - Ingénieur hospitalier
  - Psychologue clinicien
  - Puériculteur
  - Sage-femme

## Fonction publique territoriale
- Administrateur territorial
- Administrateur de la ville de Paris
- Attaché territorial
- Attaché de conservation du patrimoine
- Attaché d’administration de la ville de Paris
- Bibliothécaire territorial
- Biologiste
- Conseiller socio-éducatif
- Conservateur territorial des bibliothèques
- Directeur de police municipale
- Infirmier
- Ingénieur territorial
- Ingénieur en chef territorial
- Médecin
- Officier de sapeurs-pompiers professionnels
- Pharmacien
- Professeur d'enseignement artistique
- Psychologue
- Puériculteur
- Sage-femme
- Vétérinaire